# محمد فهد الثويني
د.محمد بن فهد محمد عبد الله الثويني داعية كويتي ومتخصص في المجالات التربوية والتنمية البشرية والأنشطة الشبابية، وله عدة برامج تلفزيونية على عدة قنوات فضائية.

## التحصيل الدراسي
- حاصل على دبلوم التربية البدنية والرياضة من معهد المعلمين – 1983.
- حاصل على درجة البكالوريوس في مجال التدريب والتربية الصحية سنة 1985(ميتغيشن في  الولايات المتحدة.
- حاصل على درجة الماجستير في مجال التطور الحركي سنة 1987 ميتغيشن في  الولايات المتحدة.
- حاصل على درجة الدكتوراه في مجال السلوك الحركي سنة 1991 بوسطن في  الولايات المتحدة.

## عمله ونشاطاته
- مدرس بوزارة التربية والتعليم (المرحلة الثانوية) – 1985.
- عضو هيئة تدريس بكلية التربية الأساسية 1985 - الآن.
- إستاذ مساعد بكلية التربية الأساسية – 1991.
- رئيس قسم التربية البدنية والرياضة 1993 – 1996.
- رئيس مكتب التدريب الميداني 1996 - 1998.
- العميد المساعد للشؤون الطلابية 1998- 1999.
- إستاذ مشارك بكلية التربية الأساسية – 2003.

### المساهمات التخصصية
- عضو الفريق الاستشاري لمدير عام الهيئة العامة للشباب والرياضة 1993 - 1996. • باحث ومعد في مجال علم النفس الرياضي والإعداد النفسي للرياضيين.
- المعد النفسي لمنتخب كرة القدم والوفد الأولمبي الكويتي – برشلونة – 1992.
- لاعب منتخب الكويت للمبارزة من 1976 إلى 1988، وكذلك مدرب وحكم معتمد. المساهمات التربوية:
- رئيس تحرير مجلة ولدي.
- رئيس المكتب الاجتماعي الرياضي في لجنة مصابيح الهدى 1992 - 2004.
- نائب رئيس مجلس إدارة مبرة المصباح المنير - 2005.

### المساهمات الاحترافية
- مقدم لعدة دورات بديوان الموظفين للمتعينين الجدد (دورة سلوك الموظف الجديد)
- معد ومدير لمجموعة برامج الشباب 6 – 18 سنة (رحلات سياحية ومعسكرات تربوية وأندية صيفية وربيعية).
- معد ومدير لعدة دورات في فن التعامل مع الأبناء " خاصة مرحلة المراهقة ".
- مدرب متخصص في برامج تطوير سلوك الشباب (الأداء والإنتاج).
- مدرب بمركز الراشد للتنمية النفسية والاجتماعية.

### المساهمات الاستشارية
- مستشار تربوي في مشروع (غراس) لمكافحة المخدرات- الكويت.
- مستشار شركة النجم الثلاثي – لصناعة الرسوم المتحركة- سوريا.
- مستشار مجموعات (صناع المستقبل في الكويت) و(مجموعة أمهات المستقبل في الكويت).
- مستشار تربوي لمشروع – مرتقى للفتيات – الكويت.

## عمله الإعلامي
- مشارك في عدة برامج إذاعية وفضائية مثل الآتي:

### الإذاعة
1. . لقاء على الهواء – إذاعة القرآن الكريم بدولة الكويت منذ 1999 ومستمر حتى الآن.
2. . مع لقاءات متنوعة على باقي البرامج في القنوات الكويتية والخليجية.

### التلفزيون
1. .لقاءات متعددة على القنوات الفضائية الكويتية (القناة الأولى والثانية والثالثة).
2. .القناة الفضائية القطرية.
3. .قناة الكأس الفضائية.
4. .القناة الفضائية البحرينية.
5. .القناة الفضائية السعودية.
6. .القناة الفضائية العمانية.
7. . قناة إم بي سي.
8. . قناة ART.
9. . قناة Smarts Way.
10. . قناة المنار.
11. . قناة اقرأ.
12. . قناة الرسالة.

### برامجه التلفزيونية
1. المراهق المبدع، قناة الرسالة
2. ضاعف وزنك، قناة الرسالة، رمضان 2011

### محاضراته

#### منتجات سمعية شخصية
1. . دورة " أبي هل أنت مبدع ؟ " سنة 1997م.
2. . دورة شخصيتي قوية " للفتيات " أشرطة كاسيت 2000م.
3. . دورة يبه... يمه افهموني أشرطة كاسيت 2001م
4. . دورة فن التعامل مع المراهقين (البوم كاسيت، ألبوم فيديو).
5. . ألبوم أنت وأبناؤك.
6. . ألبوم الطريق إلى قلوب الوالدين.
7. . شريط نحو مراهقة إيجابية.
8. . شريط الشباب ووقت الفراغ.
9. . ألبوم مشاكل الشباب الجنسية أسباب وحلول.
10. . ألبوم أبناؤنا في شبك العنكبوت.
11. . ألبوم كيف نكسبهم؟ 2004 م.
12. . ألبوم كيف نحيي الحب؟2004م.
13. . ألبوم كيف تتذوق الجمال؟2004م.
14. . ألبوم كيف نستثمر الضغوط النفسية ؟2004م.
15. . ألبوم الإعداد النفسي للاختبارت2004م.
16. . شريط أستغرب2004م.
17. . ألبوم دعونا نتصارح2005م.
18. . شريط كيف أكون صديقا لأبني؟2005م.
19. . شريط سبقتنا نملة ! 2005م.
20. . مجموعة أشرطة – من أسرار البيوت – بالتعاون مع الشيخ جاسم المطوع.